# Myuchelys
Myuchelys is een geslacht van schildpadden uit de familie slangenhalsschildpadden (Chelidae).

## Naam en indeling
De wetenschappelijke naam van de groep werd voor het eerst voorgesteld door Scott A. Thomson en Arthur Georges in 2009. Er zijn vier verschillende soorten die vroeger aan het geslacht Elseya werden toegewezen. Ook de geslachtsnaam Wollumbinia  is veel gebruikt voor deze groep maar deze wordt niet langer erkend. Er zijn geen fossielen bekend van soorten uit het geslacht Myuchelys.
De geslachtsnaam Myuchelys betekent vrij vertaald 'schildpad van het heldere water'; chelys is Grieks voor schildpad en Myuna komt uit de Aboriginaltaal en betekent 'helder water'.

## Soorten
Het geslacht omvat de volgende soorten, met de auteur, het verspreidingsgebied en de herkomst van de soortaanduiding;
| Naam                  | Auteur                   | Verspreidingsgebied                                             | Etymologie                                               |
| --------------------- | ------------------------ | --------------------------------------------------------------- | -------------------------------------------------------- |
| Myuchelys bellii      | Gray, 1844               | Australië (New South Wales)                                     | De Britse natuuronderzoeker Thomas Bell (1792-1880)      |
| Myuchelys georgesi    | Cann, 1997               | Australië (New South Wales)                                     | De Australische schildpaddenexpert Arthur Georges (1953) |
| Myuchelys latisternum | Gray, 1867               | Australië (New South Wales, Noordelijk Territorium, Queensland) | Latisternum betekent 'brede buik'.                       |
| Myuchelys purvisi     | Wells & Wellington, 1985 | Australië (New South Wales)                                     | De Australische herpetoloog Malcolm Purvis               |

## Uiterlijke kenmerken
De schildpadden bereiken een rugschildlengte van ongeveer 20 tot dertig centimeter, exemplaren van de soort Myuchelys bellii kunnen tot maximaal 40 cm lang worden. De schildkleur is overwegend bruin aan de bovenzijde, het buikschild is meestal geel van kleur. Bij de soort Myuchelys bellii is het buikschild echter zwart. Het rugschild is vrij laag, de marginaalschilden een de achterzijde dragen een doornachtig uitsteeksel.

## Levenswijze
De schildpadden zijn sterk waterminnend. Van de soorten is bekend dat ze zuurstof kunnen onttrekken aan het water door het de cloaca in- en uit de pompen. De vrouwtjes produceren legsels van acht tot 23 eieren.

## Verspreiding en habitat
De soorten komen endemisch voor in delen van Australië en leven in de staten New South Wales, Noordelijk Territorium en Queensland. De habitat bestaat uit stromende wateren zoals rivieren en lagunen tot stilstaande wateren als meren, poelen, moerassen en billabongs.

## Beschermingsstatus
Door de internationale natuurbeschermingsorganisatie IUCN is aan drie soorten een beschermingsstatus toegewezen. Twee van de schildpadden worden beschouwd als 'onzeker' (Data Deficient of DD) en de soort Myuchelys bellii wordt beschouwd als 'bedreigd' (Endangered of EN).